# Gerda von Zobeltitz
Gerda von Zobeltitz (geboren am 9. Juni 1891 in Rixdorf bei Berlin; gestorben 29. März 1963 in Berlin) war eine deutsche Damenschneiderin und eine der ersten anerkannten trans Personen im späten Kaiserreich und der Weimarer Republik.

## Leben

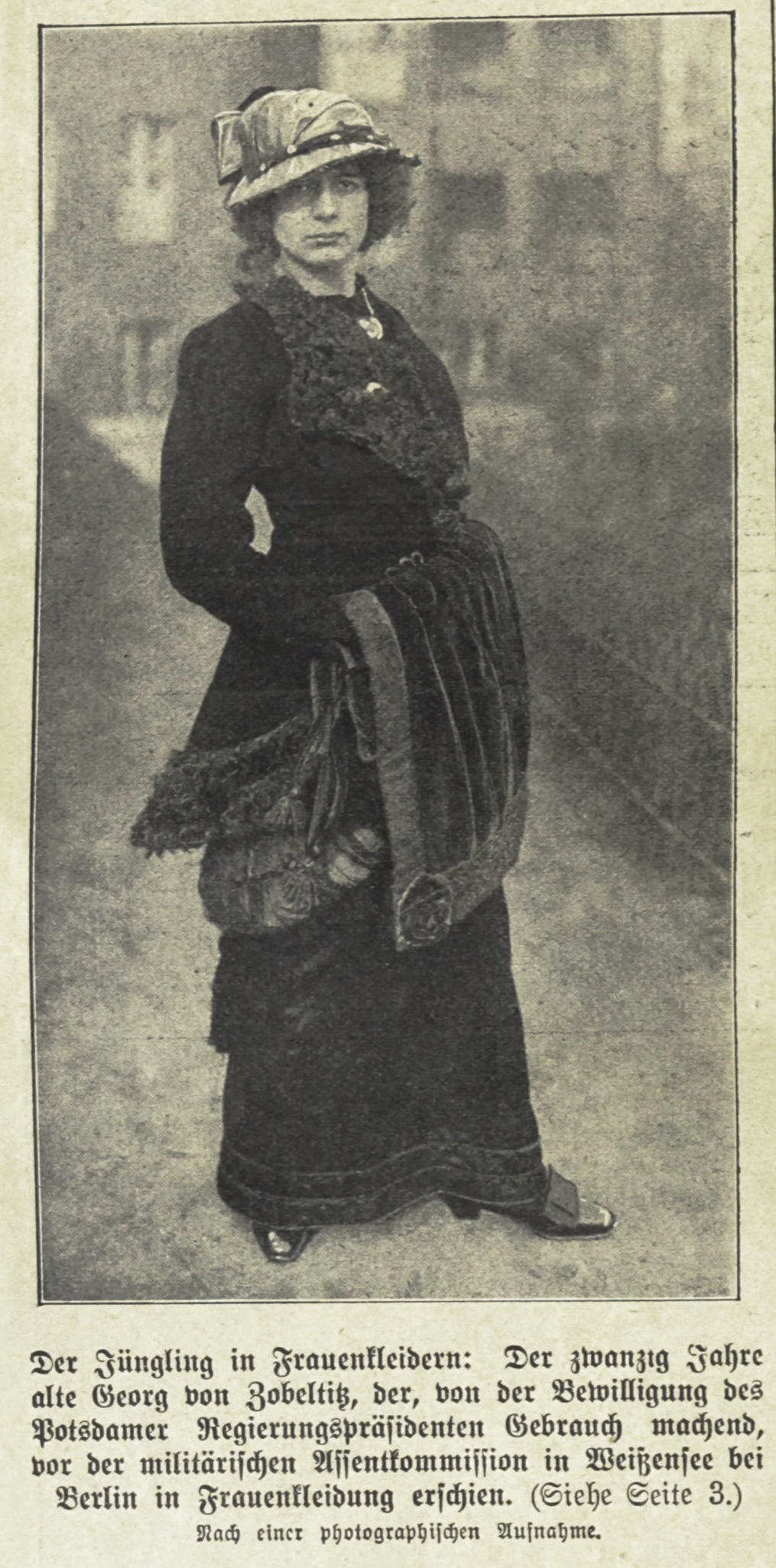
Gerda von Zobeltitz auf einem Pressefoto von 1913

Zobeltitz stammte aus dem gleichnamigen Adelsgeschlecht, allerdings aus einer Linie, die „in den letzten Generationen in sozialer Hinsicht etwas abwärts gestiegen“ war. Sie wuchs in Berlin-Weißensee auf und lebte dort fast ihr ganzes Leben mit ihrer Familie zusammen. Ihr Vater war Sattler, wie schon ihr Großvater, ihre Mutter wird in Adressbüchern zeitweise als Marktmeisterin, ansonsten als Witwe geführt. Ein älterer Bruder starb im Kindesalter, eine zwei Jahre jüngere Schwester blieb der Familie eng verbunden.
1912 wird sie erstmals als Gerda fassbar. Sie schrieb Magnus Hirschfeld an, einen Berliner Arzt, der 1910 eine bedeutende Forschungsarbeit Die Transvestiten: Eine Untersuchung über den erotischen Verkleidungstrieb veröffentlicht. Damit prägte er für Personen, die Kleidung des anderen Geschlechts tragen, den Begriff Transvestit. Hirschfeld und sein Kollege Ernst Burchard betrieben eine Praxis, in der sie als Pioniere der Sexualmedizin wirkten und aus der 1919 das Institut für Sexualwissenschaft hervorging. Sie untersuchten Zobeltitz und stellten ihr ein Gutachten aus, das ihr zu einem der ersten so genannten Transvestitenscheine verhelfen sollte. Mit diesem Dokument sollten Menschen, deren Kleidung nicht dem amtlichen Geschlecht entsprach, vor polizeilicher Verfolgung geschützt werden.
Während die Exploration bei Hirschfeld und Burchard noch lief, wurde Gerda von Zobeltitz im Februar 1912 erstmals festgenommen und auf die Polizeiwache in Weißensee gebracht. Sie wurde alsbald wieder entlassen, weil sich zeigte, dass „es sich nicht um groben Unfug handelte, sondern man es mit einem Transvestiten zu tun hatte“, wie das Berliner Tageblatt berichtete.
Das Gutachten entsprach Hirschfelds damaliger Ansicht über transvestitisches Verhalten und bescheinigte Gerda eine „nicht unterdrückbare Neigung“ von frühester Jugend an, „nach Art des anderen Geschlechts zu leben, insbesondere sich als Mädchen zu kleiden und in Spiel und Arbeit zu beschäftigen“. Gerda sei auch zur Musterung beim kaiserlichen Heer in Frauenkleidung angetreten. Ebenfalls bescheinigten sie ihr, dass bei ihr keine Neigung zur strafrechtlich verfolgten Homosexualität vorliege. Die Darstellungen im Gutachten sind mit Vorsicht zu betrachten, weil sie möglicherweise zugunsten des Zwecks ausgerichtet sind.
Im November 1912 beantragte von Zobeltitz mit Hilfe des Gutachtens beim Berliner Polizeipräsidenten Traugott von Jagow die Ausstellung eines Transvestitenscheins und erhielt ihn am 5. März 1913. Es handelte sich um die dritte nachgewiesene derartige Bescheinigung. Mindestens sechs Berliner Zeitungen berichteten über den amtlichen Ausweis, teilweise mit Foto und weiteren Details. Auch im deutschsprachigen Ausland fand der Vorfall Beachtung; so etwa meldete eine Wiener Wochenzeitung:

„Kürzlich hat der Regierungspräsident in Potsdam dem 20 Jahre alten Georg von Zobeltitz in Weißensee bei Berlin die Erlaubnis erteilt, dauernd Frauenkleider tragen zu dürfen. Der junge Mann war wiederholt in Frauenkleidern von der Polizei verhaftet worden und mußte in Anbetracht seiner femininen Veranlagung stets wieder freigegeben werden. Nicht wenig Aufsehen erregte es, als er bei der Stellung vor der Aushebungskommission in Frauenkleidern erschien und durchaus nicht zu bewegen war, sich in diesem Fall der Männerkleidung zu bedienen. Da er sich nun die behördliche Erlaubnis zum Tragen der Frauenkleidung errungen hat, wird er auch einen weiblichen Beruf ergreifen und die Näherei erlernen, um einen Modensalon zu eröffnen.“

Im Juni 1914 wurde von Zobeltitz erneut kurzfristig festgenommen und Ende Sommer 1914 von den Behörden verwarnt, weil sie außerordentlich auffällige Kleidung trage und es mehrfach zu großen Aufläufen gekommen sei. Sie war als Damenschneiderin tätig und trug eigene Entwürfe nach neuester Mode in extravaganter Aufmachung. Im August 1916 berichteten erneut zwei Zeitungen über Gerda von Zobeltitz. Sie habe eine Schauspielerin geheiratet; vor dem Standesbeamten seien beide im Brautkleid aufgetreten. Tatsächlich heiratete von Zobeltitz am 29. August 1916 die 37 Jahre alte, aus Berlin-Schöneberg gebürtige Privatière Charlotte Valeska Theophila Paulig.
Im Oktober 1916 stellte der entfernte Verwandte Hanns von Zobeltitz einen Antrag, Gerda die Erlaubnis zum Tragen von Frauenkleidung wieder zu entziehen. Er warf ihr vor, ein öffentliches Ärgernis zu sein, und verwies auf das öffentliche Aufsehen der Eheschließung und einen nicht nachweisbaren Vorfall in einem nicht näher genannten Lokal in der Nähe des Nollendorfplatzes, womit wohl eine Anspielung auf die Homosexuellenszene verbunden war. Insbesondere seien die Voraussetzungen zur Ausstellung des Ausweises mit der Hochzeit entfallen. Hanns von Zobeltitz gehörte der einflussreichen Linie der Familie an, war Hauptmann außer Diensten und sein Schreiben machte Eindruck. Nach einigen internen Behördenschreiben erging Mitte Dezember 1916 eine Anordnung, nach der der Amtsvorsteher in Weißensee eine Verfügung gegen den Transvestitenschein erlassen solle. Über die tatsächliche Umsetzung ist nichts bekannt. Für die 1930er und erneut die 1940er Jahre sind amtliche Bestätigungen über eine Genehmigung zum Tragen von Frauenkleidern nachgewiesen.
Die erste Ehe wurde bereits nach wenigen Monaten am 29. Mai 1917 durch das königliche Landgericht III in Berlin geschieden. Es folgten bis 1921 mehrere weitere, kurzzeitige Ehen, die nie länger als elf Monate hielten.
In den 1920er Jahren war Gerda von Zobeltitz sichtbarer Teil der Berliner Subkultur. Sie erscheint im Dezember 1920 in einer Anzeige des Lokals Pan-Diele, in der zum Tanztee ein Auftritt der „Freifrau Gerd von Zobeltitz – das Phänomen Berlins“ angekündigt wird. Bei einem Kostümball „Das Fest der Phantasie“ im City-Hotel trug sie Das lila Lied vor, die erste deutsche Hymne der Homosexuellen-Bewegung.

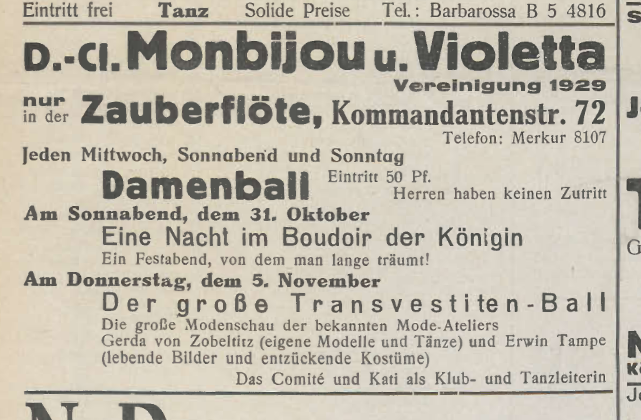
Anzeige für einen Modenschau von Gerda von Zobeltitz im Berliner Club Zauberflöte, 1931

Nachweislich war sie am 5. Juli 1930 bei einer Schlägerei in Rauchfangswerder am Zeuthener See anwesend. Dabei handelt es sich um die erste bekannte Gegenwehr von Homosexuellen und anderen sexuellen Minderheiten gegen Polizeigewalt, fast 40 Jahre vor dem Stonewall Inn in der Christopher Street, New York City. Die Ortsgruppe Berlin des Bundes für Menschenrecht hatte eine Dampferfahrt zu einem beliebten Ausflugslokal organisiert und dort für mehrere hundert Schwule und Lesben einen Saal gemietet. Im selben Lokal feierte die Berliner Polizeisportgruppe Mitte, deren Mitglieder im Zuge der fortschreitenden Alkoholisierung von Beleidigungen zur offenen Gewalt übergingen. Ein Teil der Homosexuellen wehrte sich und schlug im Rahmen einer großen Schlägerei die Polizisten in die Flucht. Gerda von Zobeltitz war mitten in der Versammlung; ob sie an der Schlägerei beteiligt war, lässt sich nicht nachweisen.
Aus der Zeit des Nationalsozialismus lassen sich kaum Dokumente finden; es liegen aber Zeitzeugenaussagen von Nachbarn und Bekannten vor. Sie arbeitete als Schneiderin im eigenen Atelier in ihrer Wohnung in Weißensee und wird als stets elegant gekleidete Erscheinung beschrieben. Zeitzeugen erzählen von Befürchtungen über Verfolgung durch das Regime; es gibt aber keinen Hinweis, dass sie je Schwierigkeiten hatte. Möglicherweise schützte sie ihr Familienname, und sie galt als exzentrisch und ungefährlich. Bekannt ist, dass sie oft und laut die verbotenen BBC-Übertragungen hörte; zudem hatte sie ihre drei Bernhardiner-Hunde „Voralarm“, „Alarm“ und „Entwarnung“ genannt und machte sich einen Spaß daraus, sie weithin hörbar vom Balkon zu rufen. Im Gegensatz zur äußeren Erscheinung stand ein Teil ihres Verhaltens. Sie wird als häufig und derb fluchend beschrieben und ließ sich nichts gefallen, wenn ihr weibliches Auftreten in Frage gestellt wurde. Ein Teil der Zeitzeugen machte Andeutungen über Beziehungen zu Männern; harte Belege liegen nicht vor.
Spätestens nach dem Ende des Zweiten Weltkriegs zogen ihre Schwester und deren Tochter in ihre Wohnung ein, vermutlich aufgrund der Wohnungsnot in Folge der Kriegszerstörungen. Gerda fertigte weiterhin Damenkleidung, die ihre Schwester auf dem Markt verkaufte. Im Jahr 1944 heiratete Gerda erneut und zog erstmals aus Weißensee fort nach Berlin-Charlottenburg. Ihre Frau betrieb dort einen Blumenladen und war vermutlich finanziell besser gestellt als sie. Im amtlichen Adressbuch für 1957 wurde sie als Tänzer eingetragen; ein Beruf, der sonst nur in der Heiratsurkunde der Heirat vom 30. Dezember 1919 als „Schauspieler und Tänzer“ in Verzeichnissen erfasst ist. Gerda von Zobeltitz starb am 29. März 1963 bei einem Verkehrsunfall. Sie hatte einen Teil ihres Augenlichts verloren und wurde auf dem Kurfürstendamm angefahren und tödlich verletzt. Ihre Ehefrau ist bis Januar 1985 in der alten Wohnung nachgewiesen.

## Rezeption postum
Kurze Erwähnungen fand Gerda von Zobeltitz seit Anfang des 21. Jahrhunderts immer wieder. Mehr Aufmerksamkeit erfuhr sie, als sie 2009 eine der ausführlich vorgestellten Personen in einer Darstellung der Geschichte der Berliner Lesben und Schwulen in Prenzlauer Berg, Pankow und Weißensee wurde. Die Historikerin Katja Koblitz vom Verein Spinnboden hat dafür eine biografische Studie aus Archivmaterialien und Zeitzeugeninterviews verfasst.
Sie wurde 2015 in einer Recherche der Berliner Landesstelle für Gleichstellung – gegen Diskriminierung erfasst, in der Personen aus der lesbischen, schwulen, bisexuellen, trans- und intergeschlechtlichen Kultur darauf untersucht wurden, ob sie sich für künftige Ehrungen, insbesondere die Benennung von Straßen und anderen Orten eignen. Die Landesstelle kam zum Schluss, dass von Zobeltitz eine Vorreiterinnen-Rolle im Kampf um Anerkennung und Selbstbestimmung eingenommen habe und ihr Selbstbewusstsein, ihr Mut und ihre Beharrlichkeit zu ehren seien. Zum Abschluss heißt es: „Gerda von Zobeltitz steht des Weiteren beispielhaft für erlittene Diskriminierung und die Nichtanerkennung der eigenen Lebensweise auch durch Teile der Herkunftsfamilie.“
Seitdem wird Gerda von Zobeltitz immer wieder in Darstellungen zur Rolle früher Transpersonen in der Weimarer Republik genannt, so etwa in einer Ausstellung TO BE SEEN. queer lives 1900–1950 des NS-Dokuzentrums München 2022/23.